# Julius Wilhelm von Oppel
Julius Wilhelm von Oppel (* 16. November 1766 in Freiberg; † 11. Februar 1832 in Gotha) war ein deutscher Staatsmann.

## Leben
Der Sohn des kursächsischen Oberberghauptmanns Friedrich Wilhelm von Oppel und der Juliane Sophie, geborene Freiin von Hartitzsch, verlor bereits im Alter von vier Jahren seinen Vater und wurde zusammen mit seinem Bruder Carl Wilhelm durch die Mutter mit Unterstützung von Freunden großgezogen.

### Ausbildung
1782 begann von Oppel auf Empfehlung von Abraham Gottlob Werner, der ihn bereits zuvor unterrichtet hatte, ein Studium an der Bergakademie Freiberg. Dort zählte Alexander von Humboldt zu seinen Kommilitonen. Im selben Jahr begann der preußische Oberbergrat von Stein seine Studien in Freiberg, die er im Frühjahr 1783 mit einer bergmännischen Reise durch das Erzgebirge abschloss. Als Reisebegleiter wurde ihm Julius Wilhelm von Oppel durch Werner beigegeben und in dieser Zeit entstand eine enge Freundschaft zwischen Stein und Oppel.
1784 nahm Oppel ein Studium der Rechte an der Universität Leipzig auf. 

### Karriere
Nach Studienabschluss trat er 1787 als Assessor beim Bergamt Schneeberg in den Dienst der kursächsischen Bergverwaltung. Es folgte ein schneller Aufstieg und 1793 erhielt Oppel seine Ernennung zum Geheimen Finanzrat. 1811 wurde Oppel in die Direktion des Ersten Departements im Geheimen Finanzkollegium berufen, das das Berg-, Hütten- und Salinenwesen umfasste. Als sich Oppel 1812 bei der Neubesetzung des Direktorenamtes gegenüber Georg August Ernst von Manteuffel (1765–1842), einem Günstling von Camillo Marcolini, benachteiligt sah, legte er sein Amt nieder und widmete sich der Verwaltung und Bewirtschaftung des der Familie gehörigen Rittergutes Krebs bei Dohna und bereiste Italien.
Oppel, der bereits 1811 Vorschläge zu einer Verwaltungsreform Sachsens unterbreitet hatte, wurde durch von Stein am 21. Oktober 1813 in das von ihm geleitete General-Gouvernement der Hohen Verbündeten Mächte berufen, das die Verwaltung Sachsens anstelle der geflohenen Regierung übernahm. Während seiner Amtszeit als Abteilungsvorstand war Oppel vor allem von Minderung der drückenden Kriegslasten bemüht. Ebenso fällte er die Entscheidungen zum Treppenbau an der Brühlschen Terrasse in Dresden, zur Gestaltung des Großen Gartens und zum Erwerb der von Abraham Gottlob Werner hinterlassenen Mineraliensammlung durch den Fiskus. 
Zusammen mit Dietrich von Miltitz und Hans Georg von Carlowitz stellte er sich gegen die Pläne Steins, ganz Sachsen nach Preußen einzugliedern und konnte dies nach intensiven Verhandlungen mit Stein, Repnin-Wolkonski und Hardenberg noch verhindern. Die von ihm gleichfalls zu verhindern versuchte Abtrennung weiter Gebiete wurde 1815 durch den Wiener Kongress festgeschrieben und im selben Jahre zog sich von Oppel ins Privatleben zurück.
1815 bewarb er sich auf ausdrücklichen Wunsch Steins um ein Amt in der preußischen Staatsverwaltung an dessen Übernahme ihm wenig gelegen war. Nachdem er der Bitte Steins nachgekommen war, beanspruchte er stark überzogene persönliche Freiheiten und fand keine Berücksichtigung mehr. Im gleichen Jahr übereignete er seinem Bruder Carl Wilhelm seinen Teil an den ererbten Rittergütern Wellerswalde bei Torgau, Modelwitz und Krebs, um ab 1816 Europa zu bereisen. Dabei traf er sich in Paris auch mit Humboldt, den er aus seiner Freiberger Studienzeit kannte.
1824 kehrte von Oppel nach Krebs zurück, wo er sich ein Wohnhaus hatte errichten lassen, um sich dort nun sprachwissenschaftlichen Arbeiten und der Ordnung seiner 30.000-bändigen Bibliothek zu widmen. Daneben traf er Vorbereitungen zur Errichtung der Sophienschule für Arme aus der Landbevölkerung.

### Gothaer Zeit
1829 folgte Oppel auf Vorschlag Ernst Friedrich von Schlotheims einem Ruf Herzog Ernst I. als Nachfolger des zum Oberhofmarschall ernannten Schlotheim. Für sein Amt als Geheimer Rat, Kammerpräsident und Minister im Herzogtum Sachsen-Coburg und Gotha erbat er sich dabei eine dreijährige Befristung und die Zusage eines jährlichen vier- bis sechswöchigen Urlaubs, um sich in den Sommermonaten auf Krebs seiner Stiftung von 20.000 Talern und der Sophienschule widmen zu können. Am 7. August 1830 wurde die nach seiner Mutter benannte Sophienschule eröffnet. Während seiner Amtszeit in Gotha reformierte er vor allem das Forst- und Rentwesen. Von Oppel verstarb noch vor Ablauf seiner Amtszeit ohne Nachkommen an einer Milzentzündung.